# اکنون مرا می‌بینی (فیلم)
اکنون مرا می‌بینی (به انگلیسی: Now You See Me) یک فیلم سرقت به کارگردانی لویی لتریر و بازی جسی ایزنبرگ، مارک روفالو، وودی هارلسون، ملانی لوران، ایسلا فیشر، دیو فرانکو، مایکل کلی، کامن، مایکل کین و مورگان فریمن است.  این فیلم در ۳۱ می ۲۰۱۳ در آمریکا و فرانسه اکران شد.
در سال ۲۰۱۶ دنباله این فیلم با نام اکنون مرا می‌بینی ۲ منتشر شد. و در سال ۲۰۲۵ اکنون مرا می‌بینی ۳ منتشر می‌شود.

## خلاصه داستان
چهار شعبده باز خیابانی، دنیل اطلس ٫ مریت مک کینی ٫ هنلی ریوز و جک وایلدر توسط یک خیر ناشناس گرد هم می‌آیند و  سال بعد در لاس وگاس تحت عنوان چهار سوارکار به اجرای نمایش می‌پردازند. پشتیبان مالی آن‌ها شخصی به نام آرتور ترسلر است. در  بخش پایانی نمایش آن‌ها از یک تماشاگر برای اجرای برنامه استفاده می‌کنند؛ دزدی از بانک شخص تماشاگر به نام اتین فورسیر که یک حسابدار در بانک است. فورسیر  با دورآگاهی(تله پاتی) با بانک محل کار خود ارتباط می یابد و هواکش را فعال می‌کند و پول‌ها توسط هواکش از بانک خارج و بر سر تماشاگران می‌ریزد.
در پی همین اتفاق مأمور فدرال دیلان رودز، مأمور پیداکردن مسببین این دزدی با همکاری آلما دری می‌شود. آن‌ها از چهار سوارکار بازجویی می‌کنند اما چون چیزی دستگیرشان نمی‌شود  آزادشان می‌کنند. دیلان ، تادیوس برادلی شعبده بازی را که با آشکارسازی ترفندهای شعبده بازی دیگران پول درمی‌آورد ملاقات می‌کند.
برادلی در آن نمایش به عنوان تماشاگر حضور داشت و رهبری سوارکاران را در دزدی پول‌ها و جابجایی آن‌ها با پول تقلبی چند هفته قبل بر عهده داشت. در حالی که پول تقلبی در سیستم تهویه می‌سوخت سه نفر از ایشان میلیون‌ها دلار از حساب ترسلر دزدیده و بر سر تماشاگران ریختند در حال که تماشاچیان افرادی بودند که اعتبار بیمه‌شان توسط بانک تریسلر کاهش یافته بود. رودز هم در آن نمایش حضور و قصد دستگیری آن‌ها را داشت ولی آن‌ها فرار کردند. یکی از کارگزاران ترسلر به برادلی پول می‌دهد تا چهار سوارکار را در اجرای بعدی شان نابود کند. در حالی که دری پس از تحقیقاتی متوجه می‌شود که چهار سوارکار احتمالاً به یک گروه محلی شعبده بازی به نام "چشم" متصل باشند. یکی از اعضای گروه چشم به نام " لیونل شرایک " که چند دهه قبل وقتی برادلی ترفندهای او را آشکار کرد مرد.
دری عقیده داشت که بایست شخص پنجمی هم وجود داشته باشد که چهار سوار کار را رهبری کند.
هنگام آماده شدن برای اجرای نمایش بعدی ماشینی که جک دزدیده بود روی پل تصادف کرده و منهدم می‌شود و دیگر اعضا بدون او نمایش را در منطقه «۵ پوینتز» اجرا می‌کنند و در این نمایش گاوصندوقی شبیه همان که شرایک در آن مرد را می‌دزدند. آن‌ها نمایش را با غیب شدن در هوا و تبدیل شدن به پول‌هایی که بر سر تماشاگران می‌ریزد به اتمام می‌رسانند.
پول‌هایی که بر سر تماشاگران ریخته می‌شود تقلبی بوده و پول اصلی را در ماشین برادلی پیدا می‌کنند. با ظن به این که برادلی پنجمین نفر باشد او را دستگیر کرده و روانه زندان می‌کنند. 
در پایان رودز در فرانسه با دری ملاقات کرده و مشخص میشود لیونل شرایک پدر رودز بوده و رودز تمام این کارها را برای گرفتن انتقام از عوامل مرگ پدرش انجام داده بود، برادلی کسی بود که شرایک را ترغیب کرد تا از داخل یک گاوصندوق درحال غرق شدن درون رودخانه فرار کند ولی موفق نشده و جانش را از دست میدهد، شرکت بیمه به ترسلر و بانک مسئول هم به فورسیر تعلق داشت که هردو آنها از پرداخت بیمه و پول سر باز زده بودند، پول هایی هم که در آخرین اجرای چهار سوارکار دزدیده شد متعلق به شخصی بود که با آلیاژهای ضعیف گاوصندوق تولید میکرد و شرایک نیز در یکی از همان گاوصندوق ها که با برخورد به کف رودخانه درب آن گیر کرد جانش را از دست داد. 

## گیشه
این فیلم باکس آفیس موفقی داشت و پس از سریع و خشمگین ۶ در جایگاه دوم قرار گرفت و در آخر هفته افتتاحیه 29,350,389 دلار از ۲۹۲۵ سالن سینما گرفت. در پایان ماه ژوئن، دو برابر بودجه تولید خود درآمد کسب کرده بود. این فیلم به مدت شش هفته پس از اکران در ۱۰ فیلم برتر باکس آفیس آمریکای شمالی باقی ماند. 